# Joaquín Furriel
 (avril 2018).
Joaquín Furriel est un acteur argentin né le 26 août 1974 à Buenos Aires.

## Biographie
Après être apparu dans plusieurs séries (Verano del '98, Sos mi hombre, Señores Papis...), il est récompensé par de nombreux prix du meilleur acteur pour son interprétation d'Hermógenes Saldívar dans El patrón, radiografía de un crimen : Prix Sud, Condor d'argent, Festival international du film de Guadalajara...

## Filmographie
- 2010 : Ni dios, ni patrón, ni marido de Laura Mañá
- 2011 : Verano maldito de Luis Ortega - Federico
- 2013 : Un paraíso para los malditos d'Alejandro Montiel - Marcial
- 2014 : El patrón, radiografía de un crimen de Sebastián Schindel - Hermógenes Saldívar
- 2016 : Insiders (Cien años de perdón) de Daniel Calparsoro- Loco
- 2016 : El faro de las orcas de Gerardo Olivares - Beto Bubas
- 2018 : Las grietas de Jara de Nicolás Gil Lavedra - Pablo Simó
- 2018 : Taxi a Gibraltar d'Alejo Flah
- 2018 : Enterrados de Luis Trapiello - Daniel
- 2018 : La quietud de Pablo Trapero - Esteban
- 2018 : El Hijo de Sebastián Schindel - Lorenzo Roy
- 2018 : El árbol de la sangre de Julio Medem
- 2020 : Intuition (La corazonada) d'Alejandro Montiel : Francisco Juanéz
- 2024 :  Descansar en paz (es) de Sebastián Borensztein